# John Bryant-Meisner
John Bryant-Meisner (ur. 21 września 1994 w Sztokholmie) – szwedzki kierowca wyścigowy.

## Życiorys

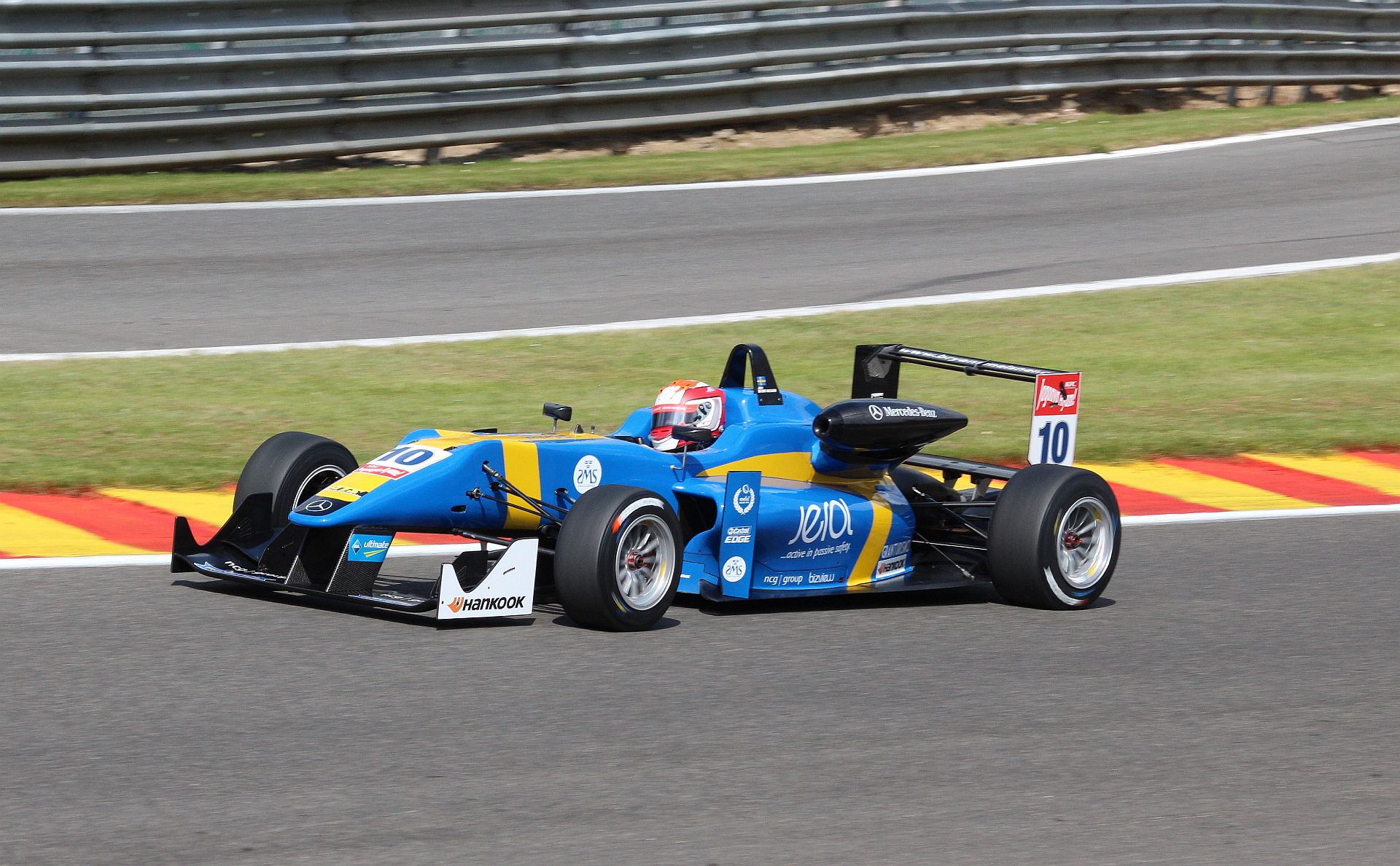
John Bryant-Meisner na torze Circuit de Spa-Francorchamps podczas zawodów Europejskiej Formuły 3 (2014)

Bryant-Meisner rozpoczął karierę w wyścigach samochodowych w 2010 roku od startów w Północnoeuropejskim Pucharze Formuły Renault 2.0, Zimowych Mistrzostwach Formuły Renault oraz w Szwedzkiej Formule Renault. Z dorobkiem odpowiednio 41, 36, 117 punktów uplasował się odpowiednio na 22, 17 oraz piątej pozycji w klasyfikacji generalnej. W późniejszych latach pojawiał się także w stawce Finałowej Serii Brytyjskiej Formuły Renault, Europejskiego Pucharu Formuły Renault 2.0, ATS Formel 3 Cup, Międzynarodowej Serii Brytyjskiej Formuły 3, Europejskiej Formuły 3 oraz w serii GP3.

## Wyniki

### GP3
| Legenda oznaczeń w tabelach wyników Wyświetl szablon na nowej stronie | Legenda oznaczeń w tabelach wyników Wyświetl szablon na nowej stronie                                                                     |
| Oznaczenie                                                            | Wyjaśnienie |
| --------------------------------------------------------------------- | --- |
| Złoty                                                                 | Zwycięzca lub mistrzostwo |
| Srebrny                                                               | 2. miejsce lub wicemistrzostwo |
| Brązowy                                                               | 3. miejsce lub II wicemistrzostwo |
| Zielony                                                               | Ukończył, punktował (w klasyfikacji generalnej, gdy zdobył co najmniej jeden punkt na przestrzeni sezonu, poza trzema powyższymi opcjami) |
| Niebieski                                                             | Ukończył, nie punktował (w klasyfikacji generalnej, gdy nie zdobył co najmniej jednego punktu na przestrzeni sezonu)                      |
| Czerwony                                                              | Nie zakwalifikował się (NZ) |
| Czerwony                                                              | Nie prekwalifikował się (NPK) |
| Różowy                                                                | Nie ukończył (NU) |
| Różowy                                                                | Niesklasyfikowany (NS) (w klasyfikacji generalnej, gdy nie został sklasyfikowany w żadnym wyścigu sezonu)                                 |
| Czarny                                                                | Zdyskwalifikowany (DK) |
| Czarny                                                                | Wykluczony (WYK/EX) |
| Biały                                                                 | Nie wystartował (NW) |
| Biały                                                                 | Kontuzjowany (K/INJ) |
| Biały                                                                 | Wyścig odwołany (OD/C) |
| Bez koloru                                                            | Został wycofany (WYC/WD) |
| Bez koloru                                                            | Nie przybył (NP/DNA) |
| Bez koloru                                                            | Nie brał udziału w treningach (NT/DNP) |
| Bez koloru                                                            | Nie został zgłoszony (–) |
| Pogrubienie                                                           | Start z pole position |
| Kursywa                                                               | Najszybsze okrążenie wyścigu |
| †                                                                     | Nie ukończył, ale jego rezultat został zaliczony ze względu na przejechanie więcej niż 90% dystansu wyścigu.                              |
| *                                                                     | Sezon w trakcie |
| 1/2/3                                                                 | Punktowana pozycja w sprincie kwalifikacyjnym                                                                                             |
| Lista systemów punktacji Formuły 1                                    | |

| Rok  | Zespół  | Wyniki w poszczególnych eliminacjach | Wyniki w poszczególnych eliminacjach | Wyniki w poszczególnych eliminacjach | Wyniki w poszczególnych eliminacjach | Wyniki w poszczególnych eliminacjach | Wyniki w poszczególnych eliminacjach | Wyniki w poszczególnych eliminacjach | Wyniki w poszczególnych eliminacjach | Wyniki w poszczególnych eliminacjach | Wyniki w poszczególnych eliminacjach | Wyniki w poszczególnych eliminacjach | Wyniki w poszczególnych eliminacjach | Wyniki w poszczególnych eliminacjach | Wyniki w poszczególnych eliminacjach | Wyniki w poszczególnych eliminacjach | Wyniki w poszczególnych eliminacjach | Wyniki w poszczególnych eliminacjach | Wyniki w poszczególnych eliminacjach | Punkty | Pozycja |
| ---- | ------- | ------------------------------------ | ------------------------------------ | ------------------------------------ | ------------------------------------ | ------------------------------------ | ------------------------------------ | ------------------------------------ | ------------------------------------ | ------------------------------------ | ------------------------------------ | ------------------------------------ | ------------------------------------ | ------------------------------------ | ------------------------------------ | ------------------------------------ | ------------------------------------ | ------------------------------------ | ------------------------------------ | ------ | ------- |
| 2014 | Trident | ESP                                  | ESP                                  | AUT                                  | AUT                                  | GBR                                  | GBR                                  | DEU                                  | DEU                                  | HUN                                  | HUN                                  | BEL                                  | BEL                                  | ITA                                  | ITA                                  | RUS                                  | RUS                                  | ARE                                  | ARE                                  | 0      | 30      |
| 2014 | Trident | –                                    | –                                    | –                                    | –                                    | –                                    | –                                    | –                                    | –                                    | –                                    | –                                    | 20                                   | 22                                   | 17                                   | 17                                   | –                                    | –                                    | –                                    | –                                    | 0      | 30      |

### Podsumowanie
| Sezon | Seria                                         | Zespół              | Wyścigi | Zwycięstwa | PP | NO | Podium | Punkty | Pozycja |
| ----- | --------------------------------------------- | ------------------- | ------- | ---------- | -- | -- | ------ | ------ | ------- |
| 2010  | Szwedzka Formuła Renault 2.0                  | Team BS Motorsport  | 14      | 0          | 0  | 0  | 1      | 117    | 5       |
| 2010  | Zimowy Puchar Formuły Renault                 | Koiranen Motorsport | 6       | 0          | 0  | 0  | 0      | 36     | 17      |
| 2010  | Północnoeuropejski Puchar Formuły Renault 2.0 | Koiranen Motorsport | 3       | 0          | 0  | 0  | 0      | 41     | 22      |
| 2011  | Finałowa Seria Brytyjskiej Formuły Renault    | Koiranen Motorsport | 6       | 0          | 0  | 0  | 0      | 68     | 8       |
| 2011  | Europejski Puchar Formuły Renault 2.0         | Koiranen Motorsport | 14      | 0          | 0  | 0  | 0      | 16     | 15      |
| 2011  | Północnoeuropejski Puchar Formuły Renault 2.0 | Koiranen Motorsport | 20      | 0          | 0  | 0  | 1      | 224    | 5       |
| 2012  | ATS Formel 3 Cup                              | Performance Racing  | 3       | 0          | 0  | 0  | 1      | 24     | 13      |
| 2013  | Brytyjska Formuła 3 – Międzynarodowa Seria    | Performance Racing  | 3       | 2          | 2  | 1  | 2      | 0      | NS†     |
| 2013  | ATS Formel 3 Cup                              | Performance Racing  | 26      | 2          | 0  | 0  | 6      | 215    | 5       |
| 2013  | Europejska Formuła 3                          | Fortec Motorsports  | 6       | 0          | 0  | 0  | 0      | 2      | 25      |
| 2013  | Grand Prix Makau                              | Fortec Motorsports  | 1       | 0          | 0  | 0  | 0      | N/A    | NS      |
| 2014  | Europejska Formuła 3                          | Fortec Motorsports  | 21      | 0          | 0  | 0  | 0      | 6      | 21      |
| 2014  | Brytyjska Formuła 3                           | Performance Racing  | 3       | 1          | 0  | 1  | 3      | 53     | 9       |
| 2014  | Seria GP3                                     | Trident             | 4       | 0          | 0  | 0  | 0      | 0      | 30      |